# Cynthia Griffin Wolff
Cynthia Griffin Wolff (née Griffin ; 20 août 1936 - 25 juillet 2024) est une historienne littéraire et éditrice américaine connue pour ses biographies d'Edith Wharton et d'Emily Dickinson. Elle est professeur de sciences humaines au Massachusetts Institute of Technology.

## Biographie
Cynthia Griffin Wolff est née le 20 août 1936 à Saint-Louis, Missouri. Elle est la fille d'Eunice Heyn et de James T. Griffin, cadre chez Sears,. Elle étudie à la Hathaway Brown School et au Radcliffe College (où elle obtient un BA en 1958),. Elle part ensuite à l'Université Harvard, où, en plus d'étudier à la Harvard Medical School, elle obtient un doctorat en anglais en 1965, sa thèse est intitulée The Puritan Sources of Richardson's Psychological Realism.
Wolff travaille comme professeure adjointe au Manhattanville College, puis à l'Université du Massachusetts à Amherst, avant d'être promue professeure par cette dernière en 1976. Pendant qu'elle travaille à Amherst, elle publie deux livres : Samuel Richardson (1972) et A Feast of Words: The Triumph of Edith Wharton (1977).
En 1980, Wolff rejoint le Massachusetts Institute of Technology, où elle devient professeure de sciences humaines de la promotion 1922 en 1985. En 1984, elle reçoit une subvention de l'American Council of Learned Societies pour un projet intitulé « La vie d'Emily Dickinson ». En 1986, Wolff publie Emily Dickinson, une biographie d'Emily Dickinson. Elle travaille sur une troisième biographie, centrée sur Willa Cather, mais elle est abandonnée et reste inédite au moment de sa mort.
En 1997, elle reçoit une bourse Guggenheim. Elle prend sa retraite en 2003.
Wolff a également édité au moins quatre livres : Other Lives (1973), Classic American Women Writers (1980), The House of Mirth (1985) et Four Stories by American Women (1990).
Wolff s'est mariée deux fois. Son premier mariage, avec le philosophe politique Robert Paul Wolff, dure de 1962 jusqu'à leur divorce en 1986. Elle épouse Nicholas J. White en 1988 ; le couple divorce en 2019. Elle a deux enfants de son premier mariage, le grand maître d'échecs Patrick Wolff et le juriste et militant LGBT Tobias Barrington Wolff,.
Wolff est décédée le 25 juillet 2024, à l'âge de 87 ans.